# Station Lannemezan
Station Lannemezan is een spoorwegstation in de Franse gemeente Lannemezan.
Het station werd geopend in 1867 op de spoorlijn Toulouse - Bayonne. Op 16 september 1868 kwam de keizerlijke trein aan in het station van Lannemezan. Keizer Napoleon III en minister van Oorlog Adolphe Niel bezochten het gemeentehuis en het net opgerichte militaire kamp van Lannemezan.

## Foto's

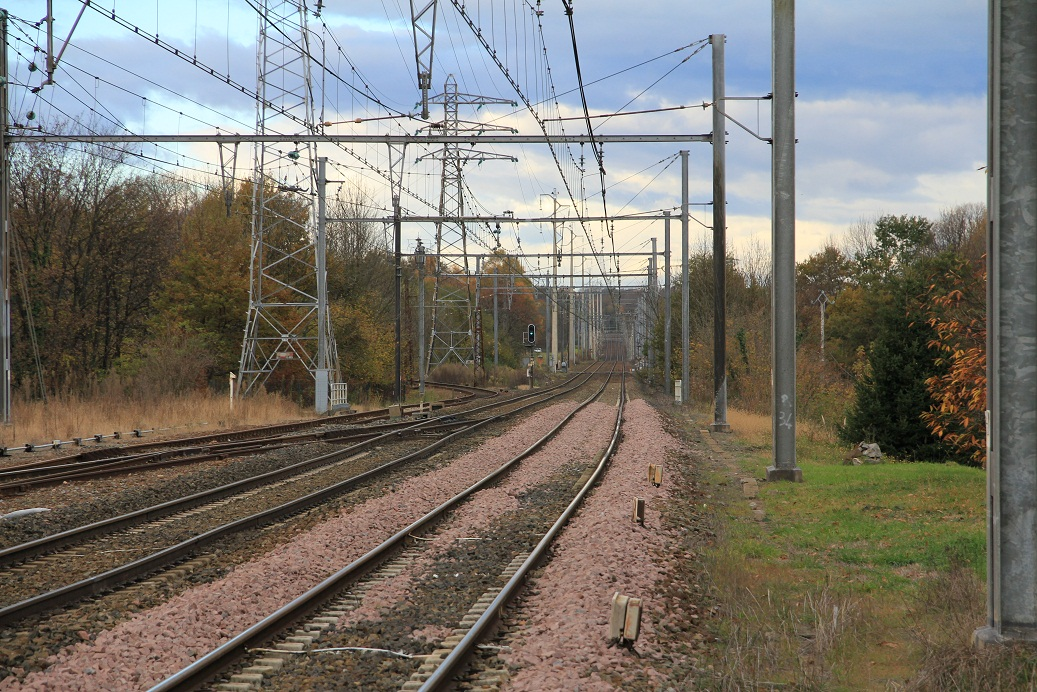